# Verbenasläktet
Verbenasläktet (Verbena) är ett växtsläkte i familjen verbenaväxter med cirka 250 arter. De förekommer huvudsakligen i Amerika. Några få odlas som prydnadsväxter och arten järnört (V. officinalis) odlas som medicinalväxt.
I Egypten är verbenan känd som "Isis tårar".